# Tavaszi molyfélék
A tavaszi molyfélék (Chimabachidae) a valódi lepkék (Glossata) alrendjébe tartozó sarlós ajkú molyszerűek (Gelechioidea) öregcsaládjának egyik, nemrég elkülönített családja. Kevés fajt foglal magába; ezeket korábban a díszmolyfélék (Oecophoridae) család díszmolyformák (Oecophorinae) alcsaládjába sorolták.

## Megjelenésük, felépítésük
Viszonylag nagy termetű molylepkék: szárnyuk fesztávolsága többnyire nagyobb 1,5 cm-nél. A nőstények szárnya elcsökevényesedett.

## Életmódjuk, élőhelyük
Hernyóik lombos fák összeszőtt leveleit eszik, a lepkék tavasszal rajzanak.

## Rendszertani felosztásuk a hazai fajokkal
- Diurnea (Haworth, 1811)
  - szürke tavaszimoly (Diurnea fagella Denis & Schiffermüller, 1775) – palearktikus faj, hazánkban általánosan elterjedt (Fazekas, 2001; Mészáros, 2005; Pastorális, 2011; Pastorális & Szeőke, 2011);
  - télimoly (Diurnea lipsiella, D. phryganella Denis & Schiffermüller, 1775) – Európai faj, hazánkban mindenütt megtalálható (Fazekas, 2001; Mészáros, 2005; Pastorális, 2011; Pastorális & Szeőke, 2011);
- Dasystoma (Curtis, 1833)
  - fűzszövő tavaszimoly (Dasystoma salicella avagy Cheimophila salicella Hb., 1796) – Európai és kis-ázsiai faj, hazánkban általánosan elterjedt (Fazekas, 2001; Mészáros, 2005; Pastorális, 2011);